# Бургі
Бургі (ісп. Burgui, баск. Burgi) — муніципалітет в Іспанії, у складі автономної спільноти Наварра. Населення — 235 осіб (2009).
Муніципалітет розташований на відстані близько 340 км на північний схід від Мадрида, 55 км на схід від Памплони.

## Демографія
Динаміка населення (INE ):

## Галерея зображень

Розташування муніципалітету
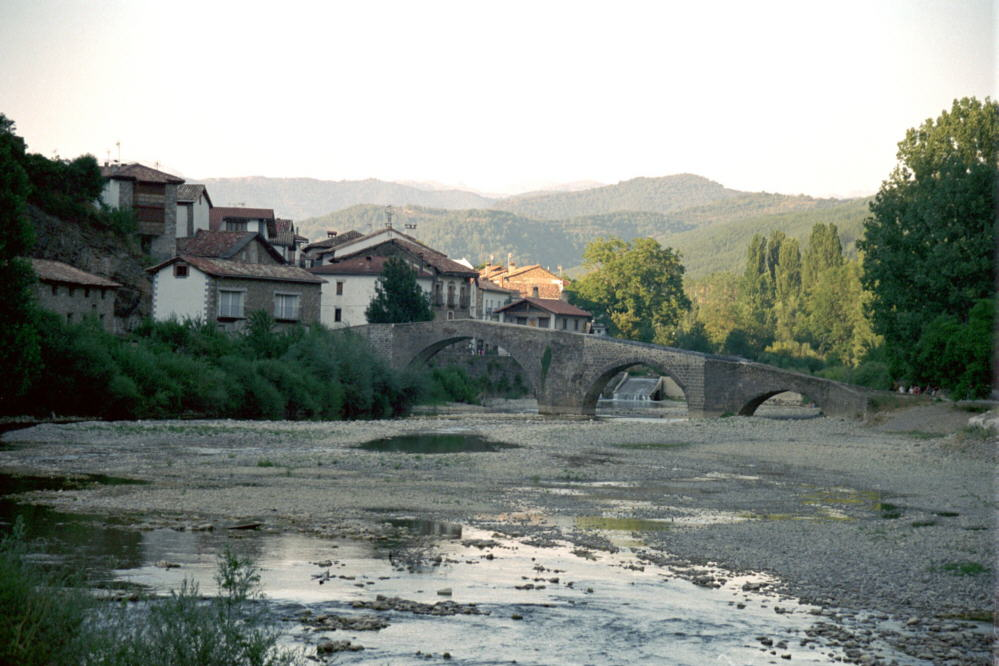
Бургі і середньовічний міст через річку Еска